# ك. س. ماليك
خيرود شاندرا ماليك (بالإنجليزية: K.C. Malick)‏ هو شخصية أعمال هندي، ولد في 26 أبريل 1958.